# Eiskunstlauf-Weltmeisterschaften 2007
Die 97. Eiskunstlauf-Weltmeisterschaften fanden vom 19. bis 25. März 2007 in Tokio (Japan) statt. Austragungsort war das Tōkyō Taiikukan (engl. Tokyo Metropolitan Gymnasium) im Stadtteil Sendagaya von Shibuya, Präfektur Tokio.

## Bilanz

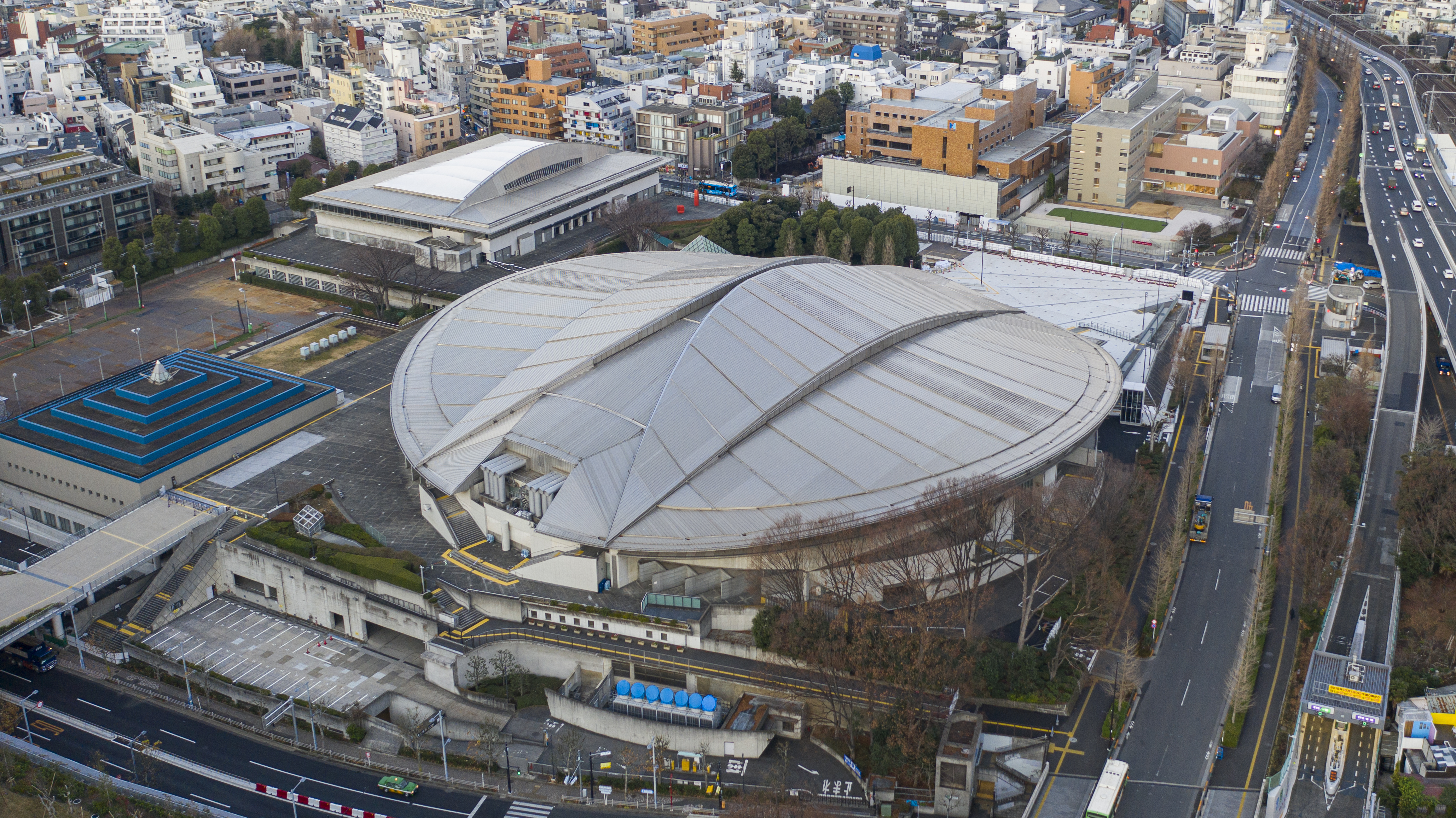
Tōkyō Taiikukan

### Medaillenspiegel
| Platz | Land                | Gold | Silber | Bronze | Gesamt |
| ----- | ------------------- | ---- | ------ | ------ | ------ |
| 1     | Japan               | 1    | 2      | –      | 3      |
| 2     | Volksrepublik China | 1    | 1      | –      | 2      |
| 3     | Bulgarien           | 1    | –      | –      | 1      |
| 3     | Frankreich          | 1    | –      | –      | 1      |
| 5     | Kanada              | –    | 1      | –      | 1      |
| 6     | Deutschland         | –    | –      | 1      | 1      |
| 6     | Schweiz             | –    | –      | 1      | 1      |
| 6     | Südkorea            | –    | –      | 1      | 1      |
| 6     | Vereinigte Staaten  | –    | –      | 1      | 1      |

### Medaillengewinner
| Konkurrenz | Gold                            | Silber                                 | Bronze                            |
| ---------- | ------------------------------- | -------------------------------------- | --------------------------------- |
| Herren     | Brian Joubert                   | Daisuke Takahashi                      | Stéphane Lambiel                  |
| Damen      | Miki Andō                       | Mao Asada                              | Kim Yu-na                         |
| Paare      | Shen Xue / Zhao Hongbo          | Pang Qing / Tong Jian                  | Aljona Savchenko / Robin Szolkowy |
| Eistanz    | Albena Denkowa / Maxim Stawiski | Marie-France Dubreuil / Patrice Lauzon | Tanith Belbin / Benjamin Agosto   |

## Ergebnisse
- Pkt. = Punkte
- KP = Kurzprogramm
- K = Kür
- PT = Pflichttanz
- OT = Originaltanz

### Herren
| Platz              | Sportler               | Land                | Pkt.   | KP | K  |
| ------------------ | ---------------------- | ------------------- | ------ | -- | -- |
| 1                  | Brian Joubert          | Frankreich          | 240,85 | 1  | 3  |
| 2                  | Daisuke Takahashi      | Japan               | 237,95 | 3  | 1  |
| 3                  | Stéphane Lambiel       | Schweiz             | 233,35 | 6  | 2  |
| 4                  | Tomáš Verner           | Tschechien          | 226,25 | 9  | 4  |
| 5                  | Evan Lysacek           | Vereinigte Staaten  | 222,18 | 5  | 5  |
| 6                  | Jeffrey Buttle         | Kanada              | 214,96 | 2  | 8  |
| 7                  | Nobunari Oda           | Japan               | 209,94 | 14 | 6  |
| 8                  | Johnny Weir            | Vereinigte Staaten  | 206,97 | 4  | 10 |
| 9                  | Kristoffer Berntsson   | Schweden            | 206,29 | 15 | 7  |
| 10                 | Sergei Dawydow         | Belarus             | 203,05 | 8  | 12 |
| 11                 | Alban Préaubert        | Frankreich          | 202,60 | 10 | 11 |
| 12                 | Stefan Lindemann       | Deutschland         | 198,78 | 16 | 9  |
| 13                 | Christopher Mabee      | Kanada              | 195,38 | 7  | 14 |
| 14                 | Yannick Ponsero        | Frankreich          | 192,63 | 12 | 15 |
| 15                 | Ryan Bradley           | Vereinigte Staaten  | 188,90 | 19 | 13 |
| 16                 | Emanuel Sandhu         | Kanada              | 188,59 | 11 | 16 |
| 17                 | Karel Zelenka          | Italien             | 180,10 | 17 | 17 |
| 18                 | Jamal Othman           | Schweiz             | 178,39 | 18 | 20 |
| 19                 | Sergei Woronow         | Russland            | 176,57 | 22 | 19 |
| 20                 | Andrei Lutai           | Russland            | 175,46 | 24 | 18 |
| 21                 | Igor Macypura          | Slowakei            | 174,94 | 21 | 22 |
| 22                 | Gregor Urbas           | Slowenien           | 174,39 | 23 | 21 |
| 23                 | Wu Jialiang            | Volksrepublik China | 170,10 | 13 | 24 |
| 24                 | Anton Kowalewskyj      | Ukraine             | 169,27 | 20 | 23 |
| Kür nicht erreicht |                        |                     |        |    |    |
| 25                 | Ari-Pekka Nurmenkari   | Finnland            | 55,79  | 25 |    |
| 26                 | Xu Ming                | Volksrepublik China | 54,80  | 26 |    |
| 27                 | Alper Uçar             | Türkei              | 50,09  | 27 |    |
| 28                 | Sean Carlow            | Australien          | 49,73  | 28 |    |
| 29                 | Christian Rauchbauer   | Österreich          | 49,19  | 29 |    |
| 30                 | Trifun Zivanovic       | Serbien             | 48,45  | 30 |    |
| 31                 | Naiden Borichev        | Bulgarien           | 46,69  | 31 |    |
| 32                 | Sergei Kotov           | Israel              | 43,99  | 32 |    |
| 33                 | Przemyslaw Domanski    | Polen               | 42,51  | 33 |    |
| 34                 | Lee Dong-Whun          | Südkorea            | 42,00  | 34 |    |
| 35                 | Javier Fernández López | Spanien             | 41,57  | 35 |    |
| 36                 | Luis Hernandez         | Mexiko              | 40,33  | 36 |    |
| 37                 | Justin Pietersen       | Südafrika           | 39,73  | 37 |    |
| 38                 | Boris Martinec         | Kroatien            | 37,09  | 38 |    |
| 39                 | Zeus Issariotis        | Griechenland        | 37,03  | 39 |    |
| 40                 | Edward Ka-Yin Chow     | Hongkong            | 34,63  | 40 |    |
| 41                 | Zoltán Kelemen         | Rumänien            | 33,71  | 41 |    |
| 42                 | Joel Watson            | Neuseeland          | 30,09  | 42 |    |

- Schiedsrichter: Paolo Pizzocari  Italien

| Punktrichter für das Kurzprogramm: - Albert Zaydman Israel - Nikolai Janew Bulgarien - Adriana Domanska Slowakei - Nicolai Bellu Rumänien - Alexei Schirschow Belarus - Hermann Schulz Deutschland - Swjatoslaw Babenko Russland - Neil Garrard Südafrika - Inger Andersson Schweden - Claudia Fassora Italien - Susan Johnson Vereinigte Staaten - Ubavka Novaković-Kutinou Serbien | Punktrichter für die Kür: - Nicolai Bellu Rumänien - Philippe Mériguet Frankreich - Inger Andersson Schweden - Albert Zaydman Israel - Patricia Houghton Vereinigtes Königreich - Claudia Fassora Italien - Hermann Schulz Deutschland - Nikolai Janew Bulgarien - Alexei Schirschow Belarus - Susan Johnson Vereinigte Staaten - Deborah Islam Kanada - Swjatoslaw Babenko Russland |

### Damen
| Platz              | Sportlerin                | Land                | Pkt.   | KP | K  |
| ------------------ | ------------------------- | ------------------- | ------ | -- | -- |
| 1                  | Miki Andō                 | Japan               | 195,09 | 2  | 2  |
| 2                  | Mao Asada                 | Japan               | 194,45 | 5  | 1  |
| 3                  | Kim Yu-na                 | Südkorea            | 186,14 | 1  | 4  |
| 4                  | Kimmie Meissner           | Vereinigte Staaten  | 180,23 | 4  | 3  |
| 5                  | Yukari Nakano             | Japan               | 168,92 | 7  | 6  |
| 6                  | Carolina Kostner          | Italien             | 168,92 | 3  | 9  |
| 7                  | Sarah Meier               | Schweiz             | 160,80 | 9  | 8  |
| 8                  | Susanna Pöykiö            | Finnland            | 160,12 | 10 | 7  |
| 9                  | Emily Hughes              | Vereinigte Staaten  | 159,06 | 6  | 13 |
| 10                 | Joannie Rochette          | Kanada              | 158,98 | 16 | 5  |
| 11                 | Valentina Marchei         | Italien             | 153,60 | 14 | 10 |
| 12                 | Júlia Sebestyén           | Ungarn              | 153,50 | 8  | 15 |
| 13                 | Jelena Sokolowa           | Russland            | 149,77 | 11 | 14 |
| 14                 | Kiira Korpi               | Finnland            | 149,47 | 17 | 11 |
| 15                 | Alissa Czisny             | Vereinigte Staaten  | 147,74 | 18 | 12 |
| 16                 | Arina Martynowa           | Russland            | 145,28 | 12 | 16 |
| 17                 | Elene Gedewanischwili     | Georgien            | 144,40 | 13 | 17 |
| 18                 | Jelena Glebova            | Estland             | 131,18 | 22 | 18 |
| 19                 | Anastasiya Gʻimazetdinova | Usbekistan          | 130,44 | 15 | 20 |
| 20                 | Joanne Carter             | Australien          | 127,17 | 19 | 21 |
| 21                 | Idora Hegel               | Kroatien            | 125,66 | 24 | 19 |
| 22                 | Liu Yan                   | Volksrepublik China | 123,22 | 21 | 23 |
| 23                 | Tamar Katz                | Israel              | 122,51 | 23 | 22 |
| 24                 | Mira Leung                | Kanada              | 120,74 | 20 | 24 |
| Kür nicht erreicht |                           |                     |        |    |    |
| 25                 | Kathrin Freudelsperger    | Österreich          | 42,24  | 25 |    |
| 26                 | Lina Johansson            | Schweden            | 41,87  | 26 |    |
| 27                 | Tugba Karademir           | Türkei              | 41,79  | 27 |    |
| 28                 | Iryna Mowtschan           | Ukraine             | 40,76  | 28 |    |
| 29                 | Kristin Wieczorek         | Deutschland         | 40,35  | 29 |    |
| 30                 | Roxana Luca               | Rumänien            | 39,65  | 30 |    |
| 31                 | Anna Jurkiewicz           | Polen               | 36,39  | 31 |    |
| 32                 | Christina Wassilewa       | Bulgarien           | 36,22  | 32 |    |
| 33                 | Radka Bártová             | Slowakei            | 36,17  | 33 |    |
| 34                 | Isabelle Pieman           | Belgien             | 35,12  | 34 |    |
| 35                 | Ivana Hudziecová          | Tschechien          | 33,86  | 35 |    |
| 36                 | Teodora Poštič            | Slowenien           | 33,77  | 36 |    |
| 37                 | Mérovée Ephrem            | Monaco              | 33,01  | 37 |    |
| 38                 | Maria-Elena Papasotiriou  | Griechenland        | 32,90  | 38 |    |
| 39                 | Julia Teplih              | Lettland            | 31,19  | 39 |    |
| 40                 | Charissa Tansomboon       | Thailand            | 30,46  | 40 |    |
| 41                 | Jocelyn Ho                | Chinesisch Taipeh   | 30,41  | 41 |    |
| 42                 | Ana Cecilia Cantu         | Mexiko              | 30,28  | 42 |    |
| 43                 | Kseniia Jastsenjski       | Serbien             | 27,56  | 43 |    |
| 44                 | Ami Parekh                | Indien              | 26,82  | 44 |    |
| 45                 | Kristine Y. Lee           | Hongkong            | 23,57  | 45 |    |

- Schiedsrichterin: Marina Sanaja  Russland

| Punktrichter für das Kurzprogramm: - Katalin Balczó Ungarn - Robert Rosenbluth Vereinigte Staaten - Lenka Bohunická Slowakei - Adriana Ordeanu Rumänien - Antica Grubišić Kroatien - Chihee Rhee Südkorea - Osman Sirvan Türkei - Franco Benini Italien - Deborah Islam Kanada - Nikolai Salnikov Estland - Mona Jonsson Schweden - Christiane Mörth Österreich | Punktrichter für die Kür: - Adriana Ordeanu Rumänien - Robert Rosenbluth Vereinigte Staaten - Katalin Balczó Ungarn - Deborah Islam Kanada - Elisabeth Louesdon Frankreich - Mona Jonsson Schweden - Masako Kubota Japan - Hely Abbondati Finnland - Jelena Fomina Russland - Lenka Bohunická Slowakei - Nikolai Salnikov Estland - Christiane Mörth Österreich |

### Paare
| Platz              | Sportler                                 | Land                   | Pkt.   | KP | K  |
| ------------------ | ---------------------------------------- | ---------------------- | ------ | -- | -- |
| 1                  | Shen Xue / Zhao Hongbo                   | Volksrepublik China    | 203,50 | 1  | 1  |
| 2                  | Pang Qing / Tong Jian                    | Volksrepublik China    | 188,46 | 3  | 2  |
| 3                  | Aljona Savchenko / Robin Szolkowy        | Deutschland            | 187,39 | 2  | 3  |
| 4                  | Tatjana Wolossoschar / Stanislaw Morosow | Ukraine                | 173,62 | 8  | 5  |
| 5                  | Zhang Dan / Zhang Hao                    | Volksrepublik China    | 173,39 | 10 | 4  |
| 6                  | Valérie Marcoux / Craig Buntin           | Kanada                 | 167,25 | 5  | 6  |
| 7                  | Jessica Dubé / Bryce Davison             | Kanada                 | 164,59 | 7  | 7  |
| 8                  | Rena Inoue / John Baldwin                | Vereinigte Staaten     | 163,97 | 6  | 8  |
| 9                  | Juko Kawaguti / Alexander Smirnow        | Russland               | 163,62 | 4  | 10 |
| 10                 | Anabelle Langlois / Cody Hay             | Kanada                 | 160,01 | 13 | 9  |
| 11                 | Marija Muchortowa / Maxim Trankow        | Russland               | 150,43 | 12 | 11 |
| 12                 | Brooke Castile / Benjamin Okolski        | Vereinigte Staaten     | 139,00 | 14 | 13 |
| 13                 | Dominika Piątkowska / Dmitri Chromin     | Polen                  | 138,98 | 15 | 12 |
| 14                 | Marylin Pla / Yannick Bonheur            | Frankreich             | 131,31 | 16 | 16 |
| 15                 | Angelika Pylkina / Niklas Hogner         | Schweden               | 130,75 | 17 | 15 |
| 16                 | Laura Magitteri / Ondřej Hotárek         | Italien                | 130,18 | 18 | 14 |
| 17                 | Stacey Kemp / David King                 | Vereinigtes Königreich | 126,95 | 19 | 17 |
| 18                 | Mari-Doris Vartmann / Florian Just       | Deutschland            | 116,81 | 20 | 18 |
| Z                  | Dorota Siudek / Mariusz Siudek           | Polen                  | 57,23  | 9  |    |
| Z                  | Marija Petrowa / Alexei Tichonow         | Russland               | 56,36  | 11 |    |
| Kür nicht erreicht |                                          |                        |        |    |    |
| 21                 | Marina Aganina / Artyom Knyazev          | Usbekistan             | 40,60  | 21 |    |
| 22                 | Diana Rennik / Aleksei Saks              | Estland                | 40,04  | 22 |    |

- Z = Zurückgezogen
- Schiedsrichter: Igor Prokop  Slowakei

| Punktrichter für das Kurzprogramm: - Chihee Rhee Südkorea - Anna Sierocka Polen - Evgeni Rokhin Usbekistan - Wang Yumin Wang Volksrepublik China - Jan Hoffmann Deutschland - Florence Catry De Surmont Frankreich - Vladislav Petukhov Ukraine - Susan Heffernan Kanada - Linda Leaver Vereinigte Staaten - Alexander Kogan Russland - Alexander Pentschew Bulgarien - Simone Moore Australien | Punktrichter für die Kür: - Christiane Mörth Österreich - Anna Sierocka Polen - Simone Moore Australien - Alexander Kogan Russland - Lenka Bohunická Slowakei - Franco Benini Italien - Nikolai Salnikov Estland - Wang Yumin Volksrepublik China - Susan Heffernan Kanada - Chihee Rhee Südkorea - Jan Hoffmann Deutschland - Evgeni Rokhin Usbekistan |

### Eistanz
| Platz              | Sportler                                           | Land                   | Pkt.   | PT | OT | K  |
| ------------------ | -------------------------------------------------- | ---------------------- | ------ | -- | -- | -- |
| 1                  | Albena Denkowa / Maxim Stawiski                    | Bulgarien              | 201,61 | 2  | 1  | 1  |
| 2                  | Marie-France Dubreuil / Patrice Lauzon             | Kanada                 | 200,46 | 1  | 3  | 2  |
| 3                  | Tanith Belbin / Benjamin Agosto                    | Vereinigte Staaten     | 195,43 | 5  | 2  | 4  |
| 4                  | Isabelle Delobel / Olivier Schoenfelder            | Frankreich             | 195,19 | 4  | 5  | 3  |
| 5                  | Oxana Domnina / Maxim Schabalin                    | Russland               | 193,44 | 3  | 4  | 5  |
| 6                  | Tessa Virtue / Scott Moir                          | Kanada                 | 183,94 | 9  | 6  | 6  |
| 7                  | Meryl Davis / Charlie White                        | Vereinigte Staaten     | 179,14 | 10 | 8  | 7  |
| 8                  | Jana Chochlowa / Sergei Nowizki                    | Russland               | 178,29 | 6  | 7  | 8  |
| 9                  | Federica Faiella / Massimo Scali                   | Italien                | 170,75 | 7  | 9  | 11 |
| 10                 | Melissa Gregory / Denis Petukhov                   | Vereinigte Staaten     | 170,08 | 11 | 10 | 9  |
| 11                 | Sinead Kerr / John Kerr                            | Vereinigtes Königreich | 167,14 | 8  | 11 | 12 |
| 12                 | Nathalie Péchalat / Fabian Bourzat                 | Frankreich             | 162,05 | 14 | 13 | 10 |
| 13                 | Anna Cappellini / Luca Lanotte                     | Italien                | 158,83 | 12 | 16 | 13 |
| 14                 | Alexandra Zaretski / Roman Zaretski                | Israel                 | 156,52 | 13 | 12 | 14 |
| 15                 | Nozomi Watanabe / Akiyuki Kido                     | Japan                  | 152,21 | 15 | 17 | 15 |
| 16                 | Kristin Fraser / Igor Lukanin                      | Aserbaidschan          | 152,10 | 16 | 14 | 16 |
| 17                 | Anna Zadorozhniuk / Sergei Verbillo                | Ukraine                | 148,13 | 17 | 15 | 17 |
| 18                 | Nelli Schiganschina / Alexander Gazsi              | Deutschland            | 142,87 | 20 | 18 | 19 |
| 19                 | Grethe Grünberg / Kristian Rand                    | Estland                | 141,55 | 23 | 19 | 18 |
| 20                 | Kaitlyn Weaver / Andrew Poje                       | Kanada                 | 140,14 | 18 | 23 | 20 |
| 21                 | Huang Xintong / Zheng Xun                          | Volksrepublik China    | 138,44 | 19 | 22 | 21 |
| 22                 | Anastassia Grebenkina / Vazgen Azrojan             | Armenien               | 137,07 | 21 | 21 | 23 |
| 23                 | Katherine Copely / Deividas Stagniūnas             | Litauen                | 136,63 | 24 | 20 | 22 |
| 24                 | Olga Akimova / Alexander Shakalov                  | Usbekistan             | 130,58 | 22 | 24 | 24 |
| Kür nicht erreicht |                                                    |                        |        |    |    |    |
| 25                 | Barbora Silná / Dmitri Matsjuk                     | Österreich             | 64,35  | 25 | 25 |    |
| 26                 | Zsuzsanna Nagy / György Elek                       | Ungarn                 | 55,38  | 26 | 28 |    |
| 27                 | Nicolette Amie House / Aidas Reklys                | Litauen                | 53,26  | 28 | 26 |    |
| 28                 | Christa-Elizabeth Goulakos / Eric Neumann-Aubichon | Griechenland           | 53,13  | 29 | 27 |    |
| 29                 | Laura Munana / Luke Munana                         | Mexiko                 | 52,35  | 27 | 29 |    |

- Schiedsrichterin: Mieko Fujimori  Japan

| Punktrichter für den Pflichttanz: - Rossella Ceccattini Italien - Irina Medvedeva Ukraine - Alla Schechowzewa Russland - Garry Hoppe Israel - Maria Miller Polen - Shawn Rettstatt Vereinigte Staaten - Jodi Abbott Kanada - Evgeni Rokhin Usbekistan - Ren Hongguo Volksrepublik China - Elizabeth Ryan Australien - Olga Žáková Tschechien - Ulf Denzer Deutschland | Punktrichter für den Originaltanz: - Maria Miller Polen - Raia Bisserova-Bakalova Bulgarien - Laimute Krauziene Litauen - Mayumi Kato Japan - Alla Schechowzewa Russland - Elizabeth Ryan Australien - Ulf Denzer Deutschland - Irina Medvedeva Ukraine - Jodi Abbott Kanada - Olga Žáková Tschechien - Rossella Ceccattini Italien - Shawn Rettstatt Vereinigte Staaten | Punktrichter für die Kür: - Mayumi Kato Japan - Elizabeth Ryan Australien - Raia Bisserova-Bakalova Bulgarien - Jodi Abbott Kanada - Shawn Rettstatt Vereinigte Staaten - Maria Miller Polen - Rossella Ceccattini Italien - Hongguo Ren Volksrepublik China - Ulf Denzer Deutschland - Olga Zakova Tschechien - Laimutė Krauzienė Litauen - Garry Hoppe Israel |